# Башеле, Альфред
Альфред Башеле (26 февраля 1864 — 10 февраля 1944) — французский композитор, дирижёр и музыкальный педагог. Член Академии изящных искусств Франции (с 1929).
Окончил Парижскую консерваторию. Ученик Эрнеста Гиро.
В 1890 году награждён Римской премией по музыке за кантату Клеопатра (на слова Фернанда Бисье).
С 1907 года — дирижёр хора, затем — дирижёр Парижской национальной оперы. С 1919 года до своей смерти в 1944 году — директор консерватории в Нанси.

## Творчество
А. Башеле — автор трёх опер, симфонических и хоровых произведений, балета и др. Его симфоническая поэма Sûryâh по мнению музыкальных критиков — ключевое французское музыкальное произведение времён Второй мировой войны .

## Избранные музыкальные произведения
Из написанных им произведений наибольший успех имела опера «Quand la cloche sonnera» («Когда зазвучит колокол»), поставленная в Париже в 1922 году (сюжетом её является один из эпизодов германского наступления на русском фронте).
- Chère nuit (1897)
- Scemo (опера, 1914)
- Un jardin sur l’oronte (опера, 1932)
- Fantaisie nocturne (балет)
- Sûryâh (симфоническая поэма)

## Память
- Имя А. Башеле носит одна из площадей Нанси.